# Расински окръг
Расински окръг (на сръбски: Расински округ или Rasinski okrug) е разположен в централната част на Сърбия, с площ от 2668 км2. Населението му към 2011 година е 240 463 души. Негов административен център е град Крушевац.

## Административно деление
Расинският окръг се състои от 6 административни единици:
- Град Крушевац
- Община Александровац
- Община Брус
- Община Варварин
- Община Тръстеник
- Община Чичевац

## Култура
Крушевац и неговите околности са известни с многочислените си исторически паметници, като Лазаровград с останките от средновековни укрепления, както и църквата Лазарица, която е свързана изключително с хората от Расинския край. Църквата Лазарица е построена през 1376 година по повод рождението на княз Стефан — сина на Лазар. И двамата по-късно са обявени за светци от Сръбската православна църква.

## Население

### Етнически състав
| Народност | 2002    | 2002    |
| --------- | ------- | ------- |
| Сърби     | 252 925 | 97,48 % |
| Цигани    | 2272    | 0,87 %  |
| Общо      | 259 441 | 100 %   |